# Хуаин
Хуаи́н (кит. упр. 华蓥, пиньинь Huáyíng) — городской уезд городского округа Гуанъань провинции Сычуань (КНР). Формально он считается городским уездом, подчинённым напрямую правительству провинции Сычуань (四川省辖县级市), которое делегирует полномочия на управление им городскому округу Гуанъань (广安市代管).

## История
В 1978 году из части территории уездов Гуанъань и Юэчи Округа Наньчун (南充地区) был образован Промышленно-сельскохозяйственный образцовый район Хуаюнь (华云工农示范区), в следующем году переименованный в Промышленно-сельскохозяйственный район Хуаюнь (华云工农区). 3 марта 1983 года он был передан под юрисдикцию Чунцина, однако 9 сентября того же года возвращён в состав округа Наньчун. 4 февраля 1985 года Промышленно-сельскохозяйственный район Хуаюнь был преобразован в городской уезд Хуаин.
В 1993 году округ Наньчун был расформирован, и городской уезд Хуаин вошёл в состав нового Округа Гуанъань (广安地区). В 1998 году округ Гуанъань был преобразован в городской округ.

## Административное деление
Городской уезд Хуаин делится на 3 уличных комитета, 9 посёлков и 1 волость.